# 華城體育場
華城體育場是位於南韓京畿道華城市的室外多功能運動場。該場館於2009年動工，並在2011年10月1日開放。此球場以主辦足球賽事為主，它除了是挑戰K聯賽球隊華城FC的主場外，也曾在2012年11月14日舉行南韓國家隊對澳洲國家隊的友誼賽。另外，這球場還是2013年東亞盃的比賽場館之一。

## 資料來源
1. ↑  .   [2013-07-20]. （原始内容存档于2010-06-17）.